# Martín Anza
Martín Anza, né le 27 septembre 1941, est un ancien joueur portoricain de basket-ball. Il évolue durant sa carrière au poste d'arrière.

## Palmarès
- Finaliste des Jeux panaméricains de 1959
- 3e des Jeux panaméricains de 1963